# Rorate

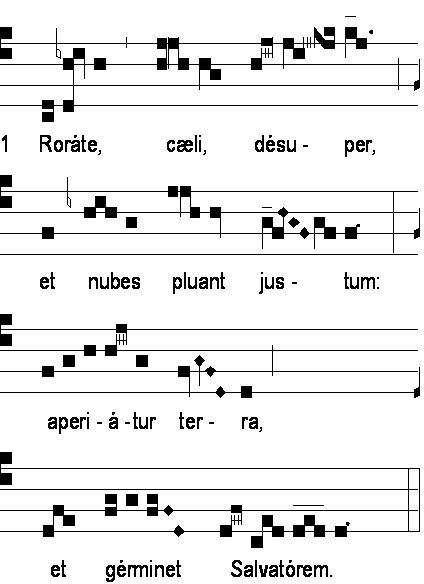
Die gregorianische Introitus-Antiphon

Rorate ist der Beginn (das Incipit) verschiedener gottesdienstlicher Gesänge und Gebete der römisch-katholischen Kirche in der Adventszeit. Der Text Rorate caeli desuper, et nubes pluant iustum, „Tauet, Himmel, von oben, und die Wolken sollen den Gerechten herabregnen“ stammt aus dem Buch Jesaja (Jes 45,8 ).
Der Rorate-Vers kommt in der adventlichen Liturgie mehrfach vor: als Introitus-Antiphon der Messe zum vierten Adventssonntag, und einer adventlichen Votivmesse, als Ritornell eines nichtliturgischen Wechselgesangs, vor der Liturgiereform 1969 auch als Versikel in den Vespern der Adventssonntage.
Abgeleitet von dem Introitus der Votivmesse werden als Roratemessen Eucharistiefeiern bezeichnet, die im Advent frühmorgens vor Sonnenaufgang, örtlich auch am Abend bei Kerzenschein, gefeiert werden. Auch verschiedene Werke der Musik und Kunst greifen dieses Jesaja-Motiv auf.

## Introitusantiphon und Versikel

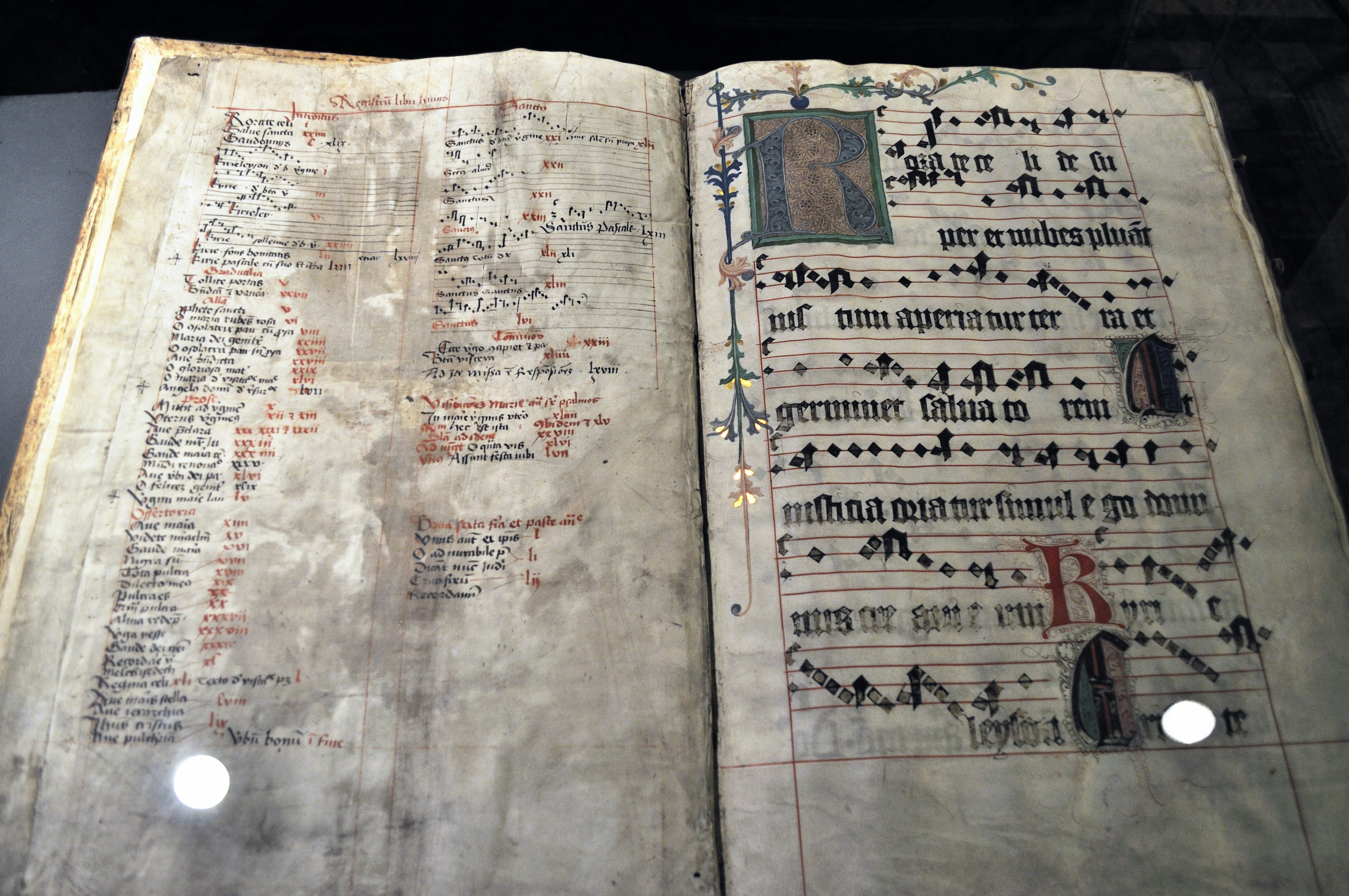
Rorate caeli desuper in einer mittelalterlichen Handschrift auf der Marienburg

Text der Introitusantiphon am vierten Adventssonntag
| Latein                                                                                             | Deutsch |
| -------------------------------------------------------------------------------------------------- | --- |
| Rorate caeli desuper, et nubes pluant iustum: aperiatur terra, et germinet Salvatorem. (Jes 45,8 ) | Tauet Himmel, von oben, ihr Wolken, regnet den Gerechten: Es öffne sich die Erde und sprosse den Heiland hervor. (Jes 45,8 ) |

Die Introitus-Antiphon Rorate caeli mit dem Psalm 19 (Ps 19,2 ) gehört zum Proprium des vierten Adventssonntags. Sie ist auch Introitus-Antiphon einer Votivmesse an den Samstagen im Advent, jetzt mit Psalm 85 (Ps 85,2 ).
Versikel im Stundengebet
Derselbe Text wurde bis zur Reform des Stundengebets durch das Zweite Vatikanische Konzil als Versikel in den Vespern der vier Adventssonntagen nach dem Kapitel und dem Hymnus im Wechsel gesprochen oder auf einem Ton rezitiert.

## Die Roratemesse

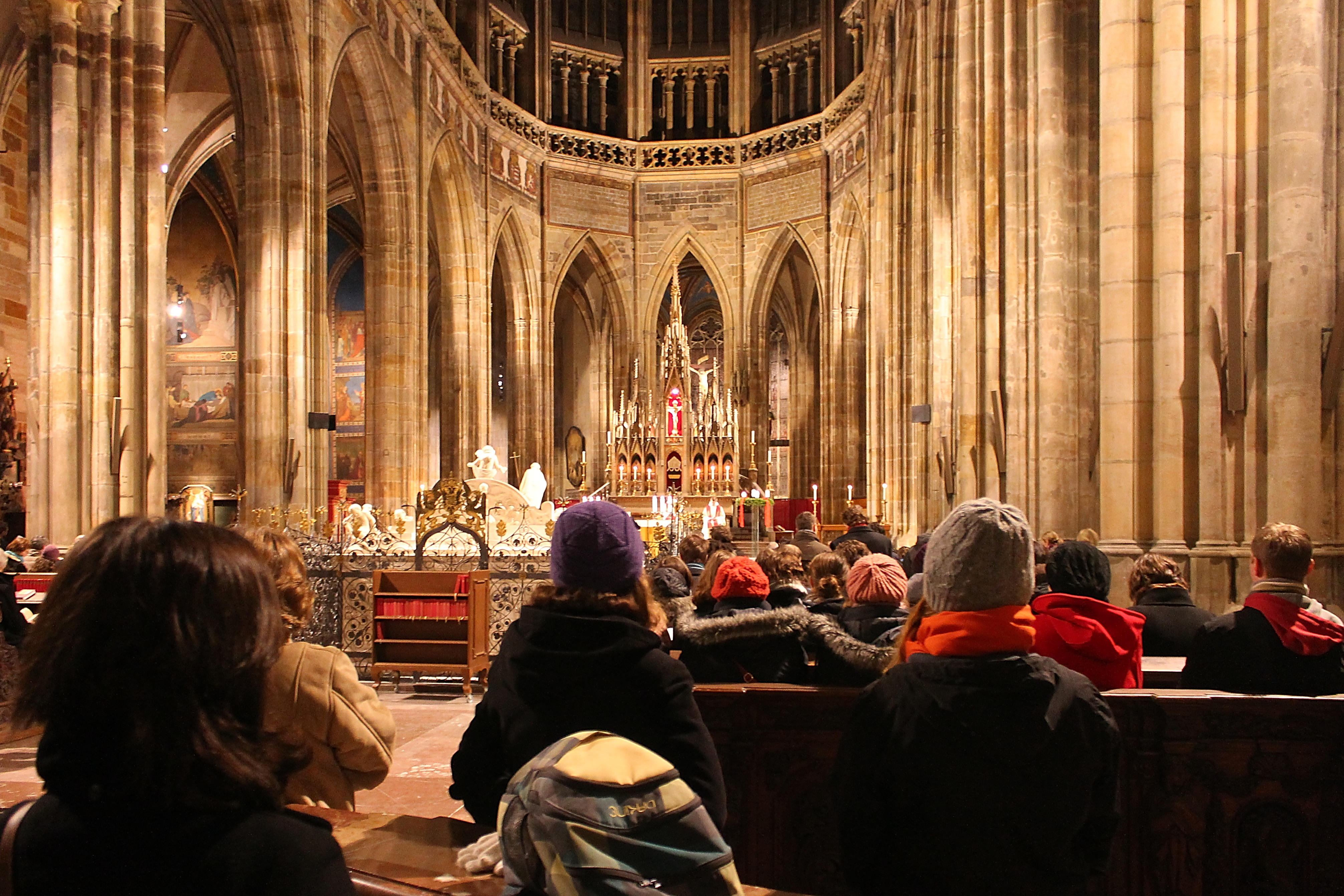
Roratemesse im Prager Veitsdom

Die Roratemesse im eigentlichen, ursprünglichen Sinn stellt die Messe vom vierten Adventssonntag dar, die nach der Antiphon des Introitus-Gesanges Rorate ihren Namen hat. Davon abgeleitet ist die Roratemesse als Votivmesse zu Ehren Mariens. Bis zur Reform der Liturgie nach dem Zweiten Vatikanischen Konzil wurde diese Votivmesse an den Samstagen der Adventszeit, mancherorts aber auch öfters an Werktagen in der Adventszeit gefeiert, besonders in den Tagen ab dem 17. Dezember. Wegen des dabei vorgetragenen Evangeliums von der Verkündigung des Herrn durch den Erzengel Gabriel an Maria bezeichnete man sie vor allem in den Alpenländern auch als Engelamt. Ihre liturgische Farbe war weiß. Sie fand vor ausgesetztem Allerheiligsten statt. Mit besonderer Feierlichkeit wurde die Roratemesse am Quatember-Samstag in der Adventszeit begangen, weswegen die Roratemesse an diesem Tag auch „goldene Messe“ oder gulden mehs hieß.
Durch die liturgische Erneuerung ab 1969 erhielten die einzelnen Werktage der Adventszeit je ein komplettes Messformular mit eigenen Schriftlesungen. Damit rückt zugleich der Aspekt der sehnsüchtigen Erwartung des Volkes Gottes, das die zweite Ankunft des Herrn in Herrlichkeit erwartet, stärker in den Blick und wird bedeutsamer als die traditionelle Widmung der Votivmesse an Maria. Der Rorateruf Rorate caeli desuper, ‚Tauet, ihr Himmel, von oben‘ bezeichnet gleichsam die Grundgestalt der Adventszeit als eine Zeit der Vorbereitung auf das Kommen des Herrn. Als Votivmesse können die Texte der Rorate-Messe weiterhin an den Samstagen und den Werktagen der Adventszeit bis zum 16. Dezember genommen werden, jedoch nicht mehr vom 17. bis zum 23. Dezember.
Es wurde Brauch, die Kirche bei dieser Messe allein durch Kerzen zu erleuchten. In Franken wurden Roratemessen daher auch Lichtleskerch genannt. Die Lichtsymbolik deutet auf Jesus Christus, dessen Geburt erwartet wird, und vergleicht ihn mit der aufgehenden Sonne. Wann dieser bei den Gläubigen beliebte Brauch entstand, ist unbekannt. Man schrieb ihm besondere Wirksamkeit für das Wohlergehen in Familie, Haus und Hof sowie die Fruchtbarkeit im folgenden Jahr zu. In der Barockzeit wurde die Verkündigung in der heiligen Messe durch szenische Darstellungen aus der Heilsgeschichte erweitert.
In Gemeinden praktiziert wird heute vielerorts die Feier einer Roratemesse in der Morgenfrühe (vor Aufgang des Lichtes, gleichsam Christus als Licht erwartend), gestaltet unter Einsatz von zahlreichen Kerzen und häufig mit Stille und meditativen Elementen. Mancherorts wird aber auch die abendliche Messfeier im Stile einer Rorate-Messe gestaltet. Zum Gesang bieten sich der Introitus des vierten Adventssonntags (gegebenenfalls durch eine Schola oder den Kantor) oder aber der klassische Wechselgesang mit Roratekehrvers (Gotteslob 234,2; unter 234,1 auch auf Deutsch).

## Außerliturgischer Wechselgesang

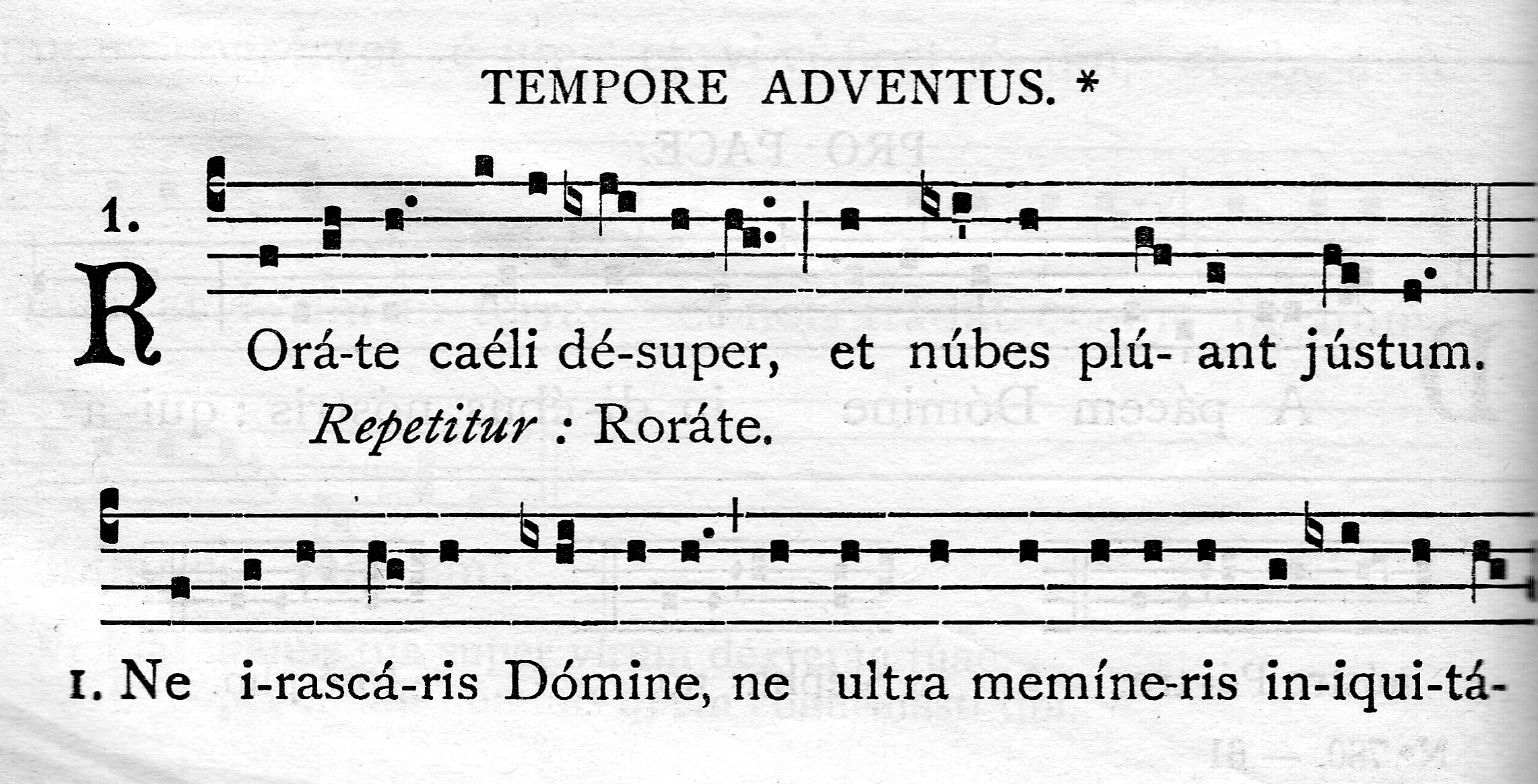
Beginn des Wechselgesangs im Liber Usualis, S. 1868.

Ein außerliturgischer adventlicher Wechselgesang mit Zitaten aus dem Buch Jesaja hat ebenfalls den Kehrvers Rorate, caeli desuper, jedoch in einer anderen Singweise. Dieser neogregorianische Gesang stammt von Dom Prosper-Louis-Pascal Guéranger aus dem Jahr 1870. Gelegentlich wird er auch auf Aurelius Prudentius Clemens (* 348, † um 405) zurückgeführt, doch findet der Text in der Darstellung von Prudentius’ Werken keine Berücksichtigung.
Im 1964 zuletzt herausgegebenen Liber Usualis Missae et Officii, einem lateinischen Choralbuch mit allgemein gebräuchlichen Stücken des gregorianischen Gesangs, war er im Anhang (Appendix) enthalten, gehört also nicht zum kirchlichen Stundengebet im Hauptteil des Liber Usualis, sondern zur angehängten Sammlung von gregorianischen Gesängen zu verschiedenen Anlässen (S. 1868–1870). Dort trägt der die Überschrift Tempore Adventus („Zur Adventszeit“). In einigen diözesanen Gebet- und Gesangbüchern war er enthalten, so für das Erzbistum Köln (1949), Nr. 51. Im Gotteslob ist unter der Nummer 234 nur die Antiphon enthalten.
| Latein | Deutsch |
| --- | --- |
| Kehrvers: Rorate caeli desuper, et nubes pluant justum. | Kv: Tauet Himmel, von oben, ihr Wolken, regnet den Gerechten. |
| Ne irascaris Domine, ne ultra memineris iniquitatis: ecce civitas Sancti facta est deserta: Sion deserta facta est: Jerusalem desolata est: domus sanctificationis tuae et gloriae tuae, ubi laudaverunt te patres nostri. – Kv | Zürne nicht länger, Herr, nicht länger gedenke unserer Missetaten. Siehe, die Heilige Stadt ist zur Wüste geworden, Zion ist zur Wüste geworden. Jerusalem ist verödet, das Haus deiner Heiligung und deiner Herrlichkeit, wo dich gepriesen haben unsere Väter. – Kv |
| Peccavimus, et facti sumus tamquam immundi nos, et cecidimus quasi folium universi: et iniquitates nostrae quasi ventus abstulerunt nos: abscondisti faciem tuam a nobis, et allisisti nos in manu iniquitatis nostrae. – Kv    | Wir haben gesündigt und sind unrein geworden und sind gefallen wie ein Blatt, und unsere Missetaten haben uns wie der Wind fortgetragen. du hast dein Antlitz verborgen vor uns und uns zerschmettert durch die Wucht unserer Schuld. – Kv                            |
| Vide Domine afflictionem populi tui, et mitte quem missurus es: emitte Agnum dominatorem terrae, de Petra deserti ad montem filiae Sion: ut auferat ipse jugum captivitatis nostrae. – Kv                                       | Sieh an, Herr, die Betrübnis deines Volkes, und sende, den du senden willst. Sende aus das Lamm, den Beherrscher der Erde, vom Felsen der Wüste zum Berg der Tochter Zion, dass es hinwegnehme das Joch unserer Knechtschaft. – Kv                                    |
| Consolamini, consolamini, popule meus: cito veniet salus tua: quare maerore consumeris, quia innovavit te dolor? Salvabo te, noli timere, ego enim sum Dominus Deus tuus, Sanctus Israël, Redemptor tuus. – Kv                  | Tröstet, tröstet, mein Volk! Bald wird kommen dein Heil. Warum verzehrst du dich in Trauer, weil sich erneuert hat dein Schmerz? Ich werde dich retten, fürchte dich nicht. Denn ich bin der Herr, dein Gott, der Heilige Israels, dein Erlöser. – Kv                 |

## Rorate in Musik und Bild
Aus dem Rorate haben sich im 15. und 18. Jahrhundert die bekannten Adventslieder O Heiland, reiß die Himmel auf als Kontrafaktur und Tauet, Himmel, den Gerechten sowie der Brauch des Klopferstages entwickelt. Das Christus-Oratorium von Franz Liszt beginnt mit der gregorianischen Melodie des Rorate-Introitus. Auch lutherische Komponisten wie Heinrich Schütz (SWV 322) haben die Antiphon vertont.
Anselm Kiefer schuf 2005/2006 ein aufeinander bezogenes Bildpaar mit den Titeln Rorate caeli et nubes pluant iustum und Aperiatur Terra et Germinet Salvatorem. Die Bilder zeigen eine düstere öde Landschaft, die sich in eine blühende Wiese verwandelt.